# Bryum francii
Bryum francii är en bladmossart som beskrevs av Thériot 1921. Bryum francii ingår i släktet bryummossor, och familjen Bryaceae. Inga underarter finns listade i Catalogue of Life.